# Коростынь

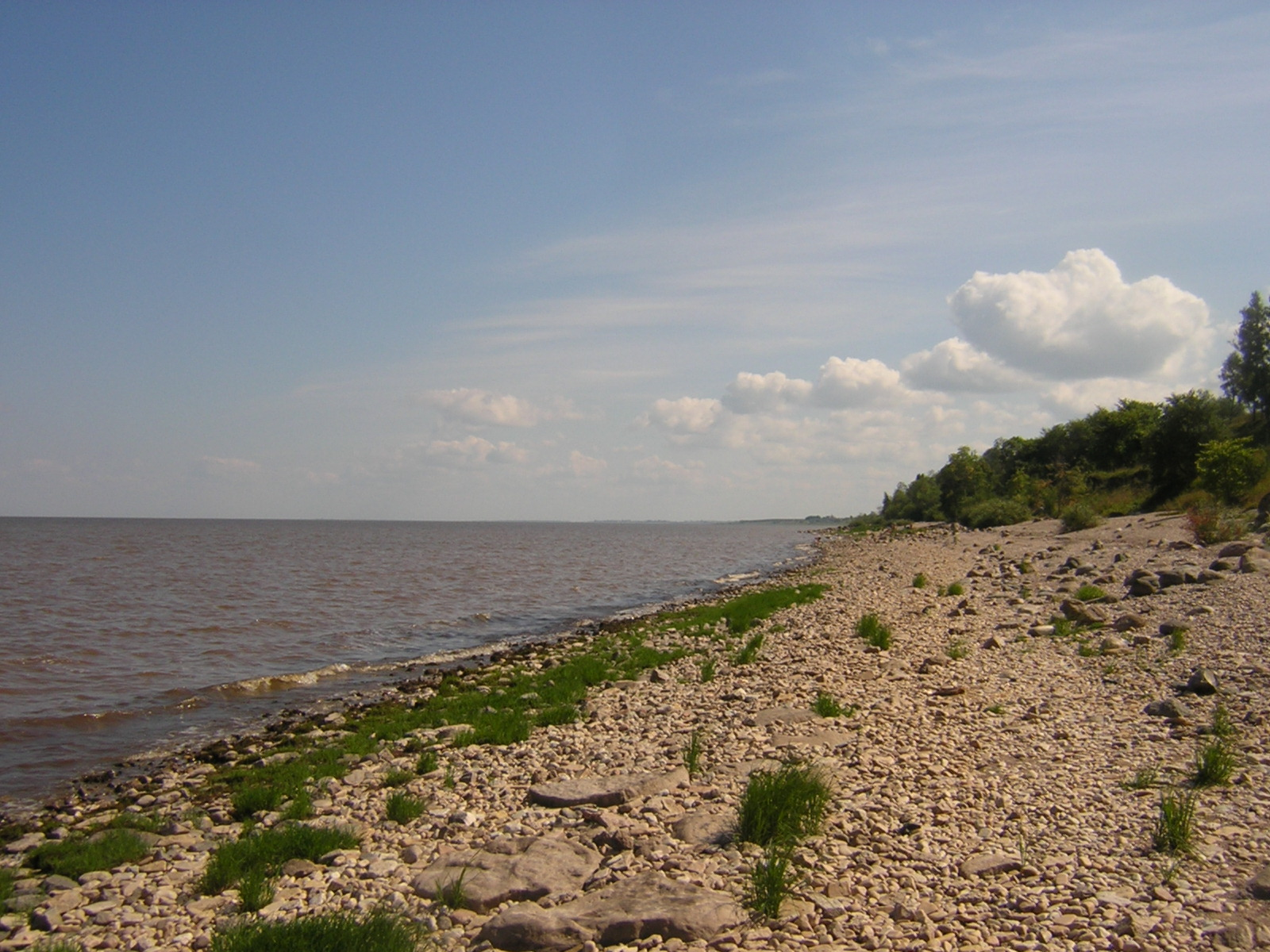
Берег озера Ильмень у деревни Коростынь

Ко́ростынь — деревня в Шимском районе Новгородской области, с 12 апреля 2010 года входит в Шимское городское поселение. До 12 апреля 2010 года Коростынь была административным центром ныне упразднённого Коростынского сельского поселения.

## География
Находится на юго-западном берегу озера Ильмень, в 6 км к востоку от устья Шелони, в 18 км от районного центра — города Шимска. На восток от деревни простирается памятник археологии Ильменский глинт.

## Уличная сеть
- Вишнёвая[5]
- Озёрная
- Зелёная
- Парковая
- Молодёжная
- Садовая
- Новая
- Школьная

## Топоним
Коростынь (с ударением на первом слоге) происходит от балтского слова, родственного современным латышским krasts (берег), krastains (береговой) и литовским kraštinis (крайний), kraštas (край, берег). Получается, Коростынь — это Береговое.

## История
Деревня Коростынь является старинным славянским поселением на берегу озера Ильмень — в писцовых книгах она упоминается с XIV—XVII веков.
В ходе археологических изысканий конца XIX века под руководством А. Путятина и Н. В. Мятлова на берегу озера Ильмень было обнаружено несколько круглых плоских возвышений, обложенных камнями. Это были древние языческие захоронения — жальники.
Официальная история Коростыни начинается в 1471 году, 11 августа этого года, после проигранной новгородцами Шелонской битвы, в Коростыни, после окончания Московско-новгородской войны 1471 года был заключён Коростынский мир между Иваном III и Новгородом Великим, после чего Новгородская республика окончательно утратила свою независимость.
В записях от 1498 года указаны имена новгородских бояр, которые владели землями и деревнями в Коростынском погосте. Впоследствии земли новгородских феодалов были конфискованы в пользу московского князя.
В 1499 году земли Коростынского погоста находились в общем владении московского князя и помещика Дмитрия Трусова. В это же время впервые упоминается деревянная церковь «Великого Николы».
В книге 1645—1646 года упомянут двор садовника Офромейко Селиветова по прозвищу Мурза. Селиветов получал государственное жалование и занимался тремя казёнными садами, поставляя фрукты и пастилу к великокняжескому столу.
В 1629 году Коростынский погост относился к селу Голино.
В книге 1645—1646 года упомянут двор садовника Офромейко Селиветова по прозвищу Мурза. Селиветов получал государственное жалование и занимался тремя казёнными садами, поставляя фрукты и пастилу к великокняжескому столу. В начале XVIII века Коростынь всё ещё оставалась дворцовой вотчиной. В это же время по указанию Екатерины I началось строительство каменной Успенской церкви.

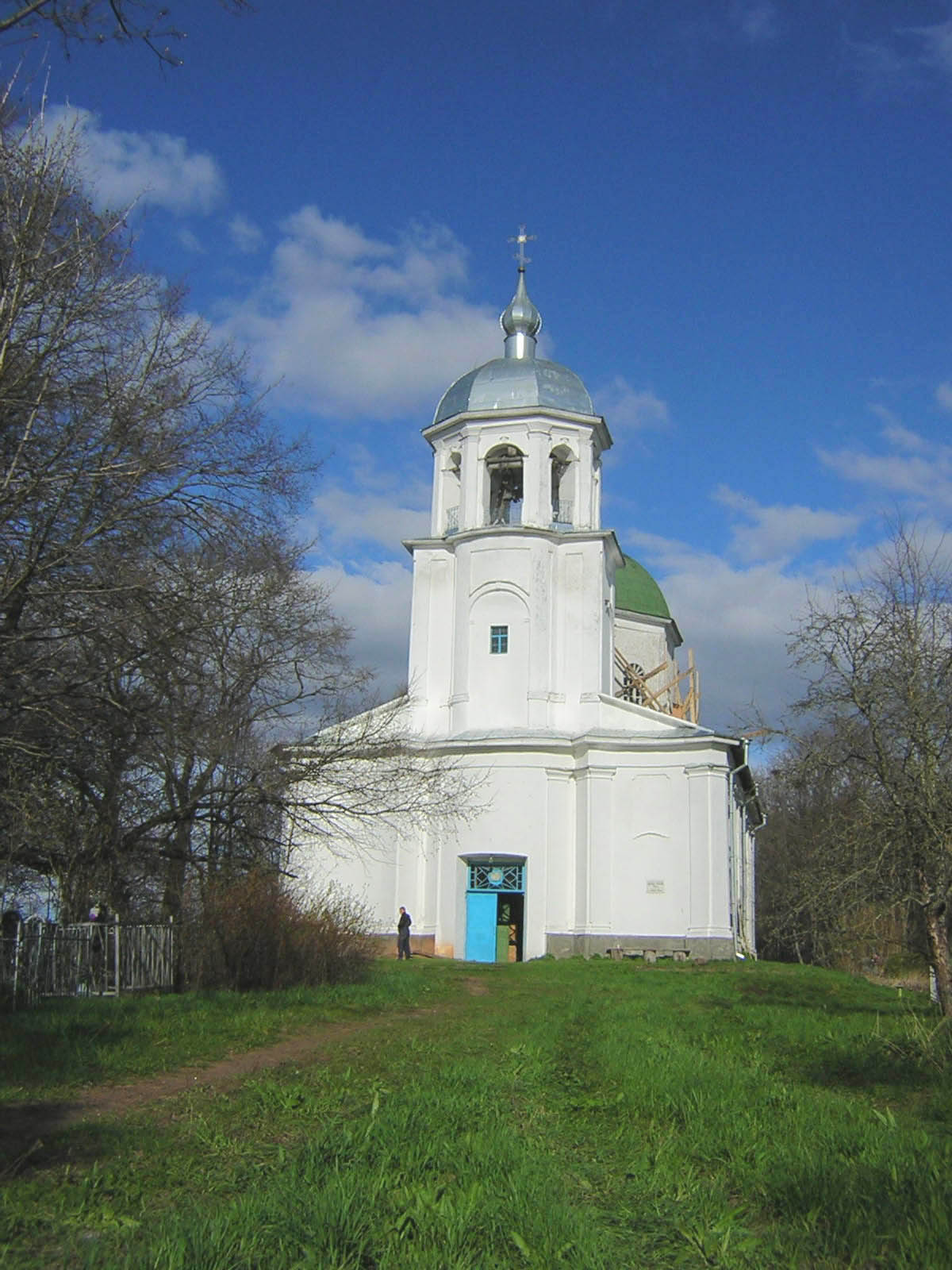
Церковь Успения Богородицы

В 1820-х годах в Новгородской губернии активно создавались военные поселения. В Коростыни разместился штаб поселенного полка Барклая-де-Толли. Строительство новых объектов для военных поселенцев требовало большого количества строительных материалов. Приказом графа Аракчеева в Коростыни были устроены большие каменоломни.
12 июля 1831 года в Старой Руссе началось восстание военных поселян. Через три дня оно докатилось до Коростыни. На усмирение бунтовщиков в деревню прибыли два батальона с орудиями под командованием генерала Томашевского. Восстание было подавлено и впоследствии его участники были преданы военно-полевому суду. Только по округам Старорусского удела военных поселений было забито насмерть 129 человек. Зачинщиков бунта выслали в Сибирь на каторжные работы.
Тем не менее, результатом восстания явилась реорганизация округов военных поселений (в том числе и Коростынского) в округа пахотных солдат, а затем, в 1857 году, эти округа были ликвидированы.
Во время Великой Отечественной войны Коростынь уже через месяц после вторжения Германии в Советский Союз была оккупирована немецкими войсками. Бои с нацистами в 1942—1943 гг. в этом районе вели части 11-й армии Северо-Западного фронта. В самой Коростыни, кроме регулярных частей Вермахта, размещались немецкий госпиталь и санаторий.
Летом 1997 года на коростынском берегу было приведено в порядок немецкое военное кладбище с захоронениями солдат, погибших в окрестностях деревни и умерших в госпитале в 1941—1944 гг.

## Население
| 2010 |
| ---- |
| 403  |

## Известные уроженцы, жители
В деревне родился генерал-лейтенант авиации Викторин Иванович Лебедев.

## Инфраструктура

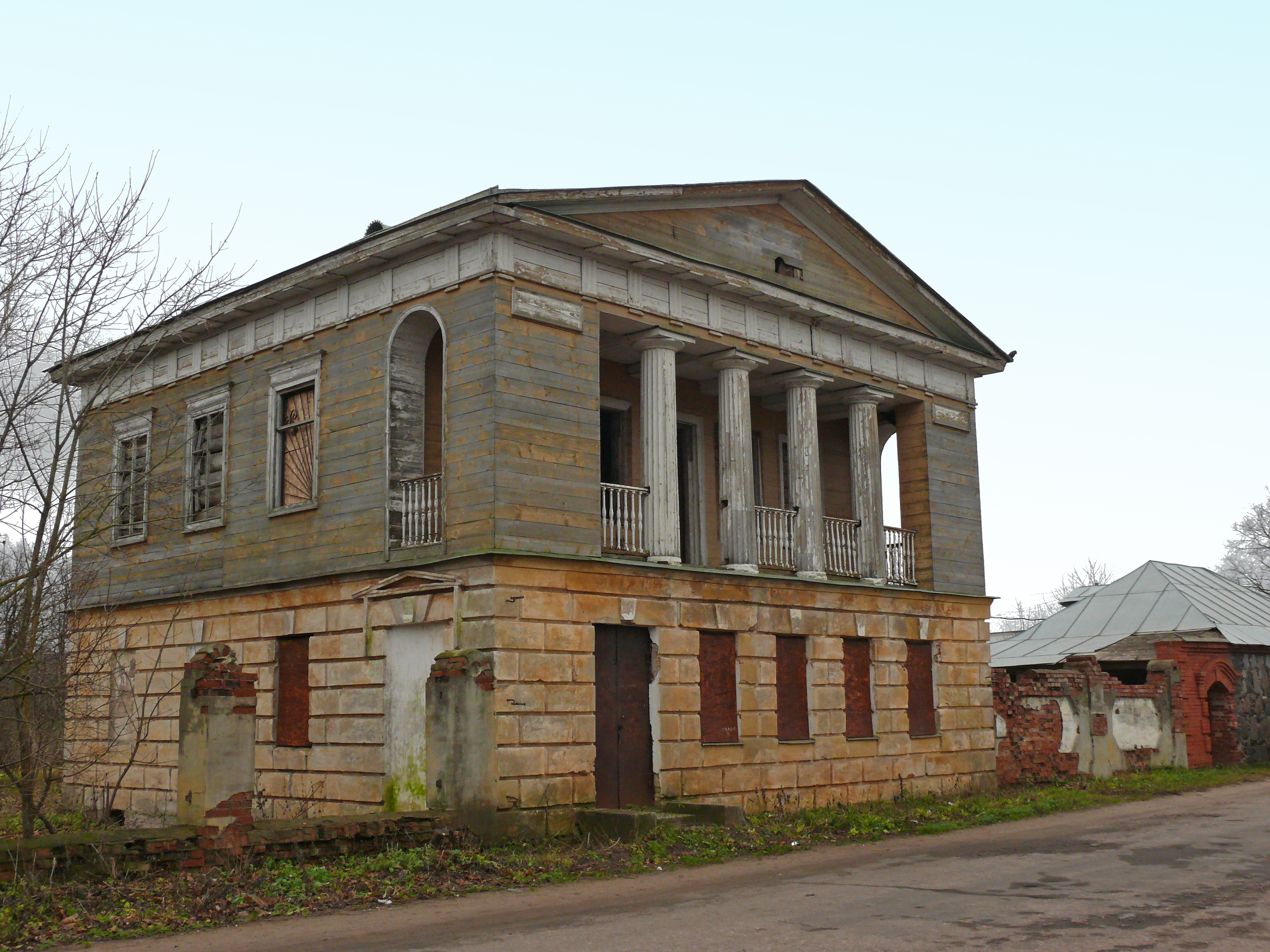
Путевой дворец

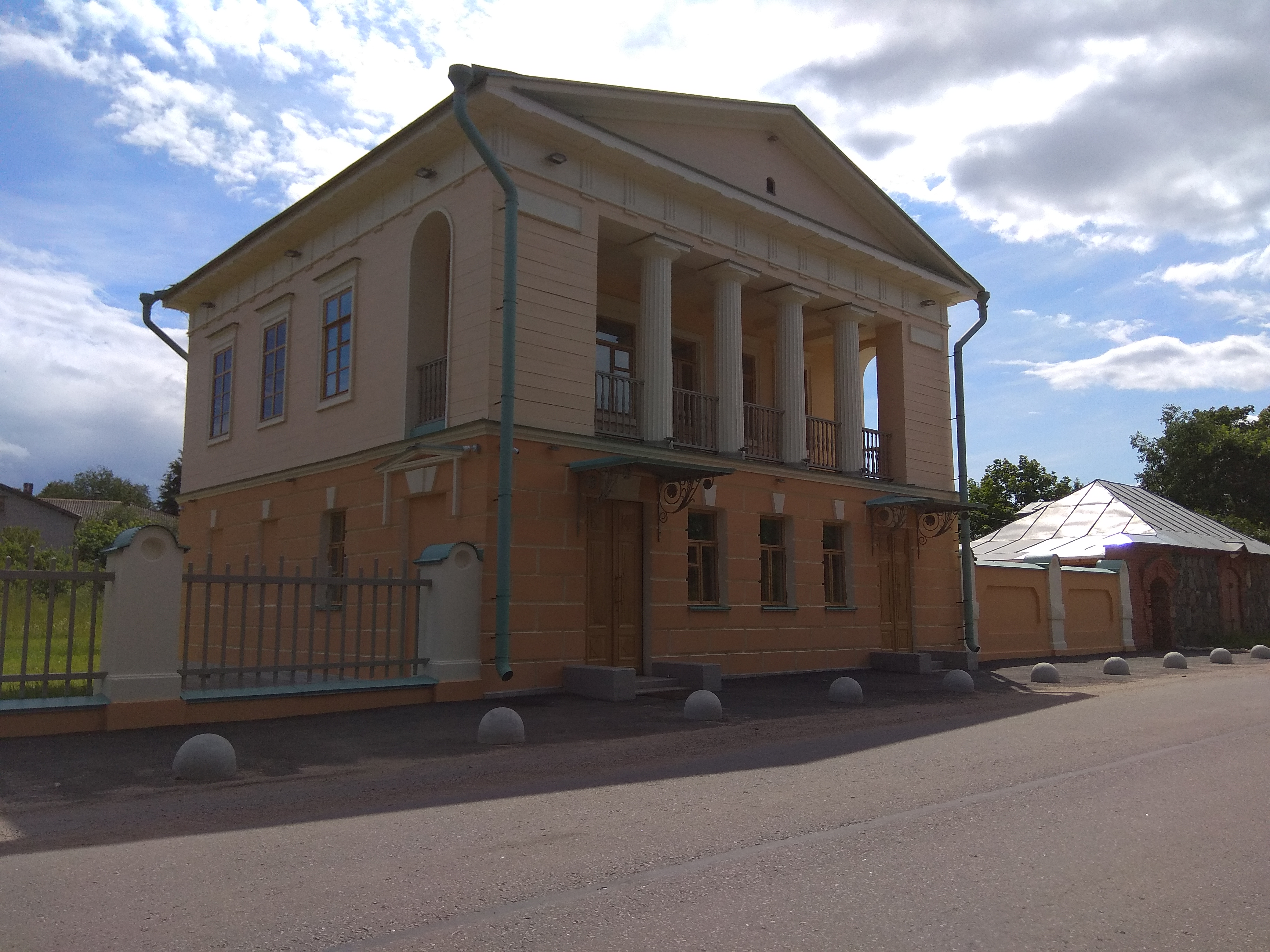
После реставрации

В деревне имеется средняя школа, отделение почтовой связи, магазин.

## Достопримечательности

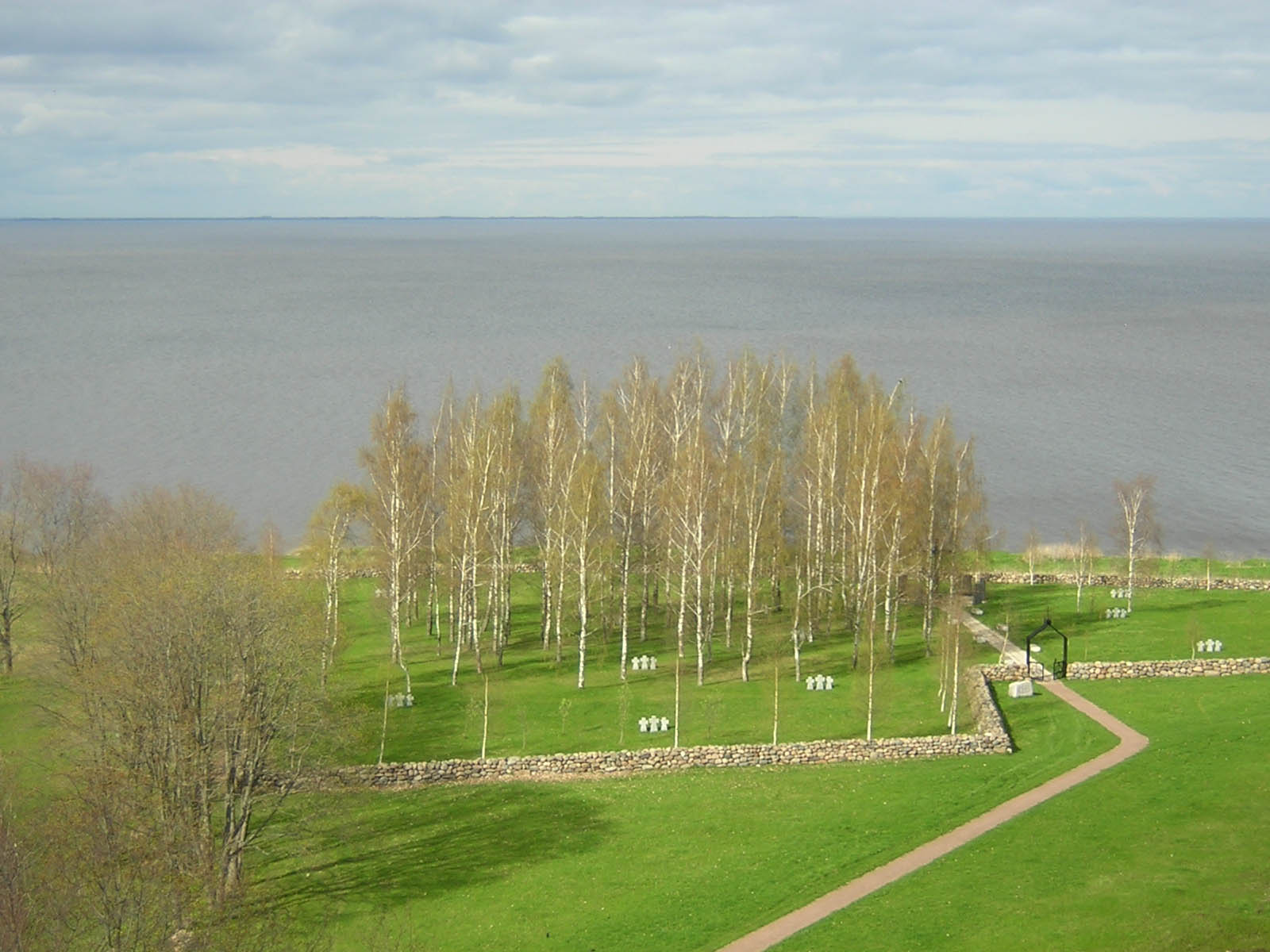
Вид на озеро Ильмень и немецкое кладбище

В деревне находится Путевой дворец «для приезжающего начальства» (часто его ошибочно связывают с именем императора Александра I). Небольшой дом был построен по проекту архитектора В. П. Стасова и представляет собой двухэтажное здание с каменным первым и деревянным вторым этажом. Заметен в первую очередь наличием на фасаде лоджии с четырьмя деревянными дорическими колоннами.
Рядом с дворцом сохранился амбар, сложенный из булыжного камня и кирпича.
В здании Путевого дворца выполнялся ремонт в 1953 году для использования его в качестве общежития, а в конце 1980-х годов реставрационные работы не были завершены, и объект был законсервирован. В 2017—2019 годах в рамках совместного проекта Министерства культуры РФ и Международного банка реконструкции и развития «Сохранение и использование культурного наследия в России» были проведены реставрационные работы Путевого дворца с приспособлением памятника архитектуры под объект музейного показа. В сентябре 2019 года здесь открылся Музейно-культурный центр Государственного музея художественной культуры Новгородской земли. В экспозиции представлены материалы об истории деревни, озере Ильмень, уникальном геологическом памятнике — Ильменском глинте и работы новгородских художников.
В Коростыни есть также действующая церковь Успения Богородицы, выстроенная в 1726 году по заказу Екатерины I. Проект был разработан итальянским архитектором Гаэтано Киавери (Gaetano Chiaveri) в 1721 году. За свою историю храм не подвергался значительным перестройкам, функционировал как православный приход также и в советское время.
На центральной улице находится обелиск советским солдатам, павшим в Великую Отечественную войну.

## Транспорт
Через деревню (до постройки объездной ветки) проходила автомобильная дорога областного значения Р51 Шимск — Старая Русса.